# Chusaris spurcatalis
Chusaris spurcatalis är en fjärilsart som beskrevs av Walker 1866. Chusaris spurcatalis ingår i släktet Chusaris och familjen nattflyn. Inga underarter finns listade i Catalogue of Life.